# گوراسان
گوراسان (به لاتین: Goraesan) یک کوه در کره جنوبی است که در کره جنوبی واقع شده‌است. گوراسان ۵۴۲٫۵ متر بالاتر از سطح دریا واقع شده‌است.